# Operación Charnwood
La Operación Charnwood fue una ofensiva anglo-canadiense de la Segunda Guerra Mundial que se llevó a cabo entre el 8 y el 9 de julio de 1944, durante la batalla de Normandía. La operación tenía por objetivo capturar la ciudad de Caen que había sido ocupada por los alemanes, la cual fue uno de los objetivos principales de los aliados durante las etapas iniciales de la Operación Overlord. También se esperaba que el ataque se adelantara a la transferencia de unidades acorazadas alemanas del sector anglo-canadiense al sector estadounidense que estaba controlado ligeramente, y donde se podría producir una ruptura en las defensas aliadas. Los británicos y canadienses avanzaron en un frente amplio y en la tarde del segundo día, habían tomado la mitad del norte de Caen, hasta los ríos Orne y Odón. 
Precedido por un bombardeo que destruyó gran parte de la histórica vieja ciudad de Caen, la Operación Charnwood comenzó en la madrugada del 8 de julio, con batallones de tres divisiones de infantería atacando posiciones alemanas al norte de Caen detrás de un ataque de artillería. Con el apoyo de tres brigadas blindadas, las fuerzas del I Cuerpo Británico hicieron un progreso gradual en contra de la 12.ª División Panzer SS Hitlerjugend y 16.ª División de Campo Luftwaffe. Al final del día, la 3.ª División de Infantería canadiense junto a las británicas de 3.ª División Mecanizada y 59.ª División de Infantería (Staffordshire) habían despejado los pueblos en su camino y habían llegado a las afueras de Caen. Entrando en la ciudad en el amanecer, la mañana siguiente los aliados encontraron resistencia por parte de los restos de las unidades alemanas que iniciaban una retirada a través del Orne. El aeropuerto ubicado en la comuna de Carpiquet fue tomado por los canadienses durante la madrugada y a las 18:00 horas, los británicos y canadienses se habían unido y estaban en la orilla norte del Orne. Al descubrir que quedaban algunos puentes en Caen por ser defendidos o intransitables y con posiciones de reservas alemanas para oponerse a su paso, e                            I Cuerpo británico concluyó la operación.
Con la captura del norte de Caen y el gran número de víctimas infligidas a las dos divisiones defensivas alemanas del sector, la Operación Charnwood fue un éxito táctico. Operativamente, se obtuvieron resultados mixtos, aunque se obligó a los alemanes a retirar todas las formaciones del norte del río Orne, estos no detuvieron el flujo de sus formaciones al frente estadounidense. Los alemanes fueron capaces de establecer una fuerte segunda línea de defensa en dos elevaciones al sur de la ciudad, pero los aliados mantuvieron la iniciativa y una semana más tarde se pusieron en marcha simultáneamente dos operaciones anglo-canadienses la Goodwood y la Atlántico, durante el cual se obtuvo el resto de Caen.

## Antecedentes
La ciudad normanda de Caen fue uno de los objetivos del Día D para la 3.ª División de infantería británica que desembarcó en la Playa de Sword, el 6 de junio de 1944. La captura de Caen, fue descrita por el historiador L. F. Ellis como el objetivo más importante del día D asignado a teniente general John Crocker de I Cuerpo británico. En los planes de la Operación Overlord, el Segundo Ejército británico tenía la misión de tomar la ciudad y luego formar una línea desde Caumont-l'Éventé hasta el sureste de Caen, con el fin de adquirir campos de aviación y proteger el flanco izquierdo del Primer Ejército de Estados Unidos, mientras se desplazaba en Cherburgo. La posesión de Caen y sus alrededores daría al Segundo Ejército una zona de concentración adecuada para un empuje hacia el sur hasta la captura de Falaise, que podría ser utilizado como el eje de giro a la derecha para avanzar en Argentan y luego hacia el río Touques. El terreno entre Caen y Vimont era especialmente atractivo para los planeadores aliados, al ser abierto, seco y propicio para las operaciones ofensivas rápidas. Dado que los aliados superaban ampliamente en número de tanques y unidades móviles a los alemanes, crearon las condiciones para un fluido y la batalla de rápido movimiento estuvo a su favor.
La 3.ª División de infantería llegó a la costa como estaba previsto, pero obstaculizado por la congestión creada por la defensa de la playa, el desvío de su fuerza en el camino y la llegada tardía de gran parte de su apoyo blindado, la división fue incapaz de asaltar Caen y sus elementos principales fueron llevados a una pequeña elevación en las afueras de la ciudad. Los ataques posteriores no tuvieron éxito debido a la resistencia alemana que se solidificó en torno a la llegada rápida de la 12.ª División Panzer SS Hitlerjugend, por lo que los británicos abandonaron el enfoque directo y en la Operación Perch lanzada el 7 de junio, un ataque de pinzas por el I y XXX Cuerpo del ejército británico.